# Xã Sullivan, Quận Tioga, Pennsylvania
Xã Sullivan (tiếng Anh: Sullivan Township) là một xã thuộc quận Tioga, tiểu bang Pennsylvania, Hoa Kỳ. Năm 2010, dân số của xã này là 1.453 người.